# Ludwik Birkenmajer
Ludwik Antoni Birkenmajer (18 de mayo de 1855 - 20 de noviembre de 1929), historiador de la ciencia polaco, labor que compaginó con sus actividades como físico, astrónomo y profesor de la Universidad Jaguelónica.

## Semblanza
Descendiente de una familia alemana asentada en Galitzia (en el sur de Polonia) durante la época de las guerras napoleónicas, posteriormente parte del Imperio Habsburgo austriaco. Era hijo de Józef Herman y de Petronela Stefanowski. Educado en la escuela secundaria Franz Joseph (denominada por entonces gymnasium) en Lvov (1865-1873), estudió física, química y matemáticas en la Universidad de Cracovia hasta 1878, siguiendo una formación complementaria en Viena (1879-1880). En 1879 defendió su tesis doctoral en Cracovia basada en el estudio: Sobre los métodos generales de integración de las funciones algebraicas y trascendentales (en polaco: O ogólnych metodach całkowania funkcyj algebraicznych i przestępnych). Desde 1878 y durante casi dos décadas, fue profesor de matemáticas y física en la reconocida escuela agrícola de Czernichów, cerca de Cracovia. En 1897 inició su carrera académica en la Universidad Jaguelónica, donde continuó trabajando hasta el final de su vida.
Inició su carrera como profesor extraordinario, que desde 1919 se convirtió en profesor ordinario y lector de historia de las matemáticas, física, astronomía y geografía física, siendo simultáneamente Catedrático de Historia de las Ciencias exactas.
En 1893 fue elegido miembro corresponsal en Cracovia de la Academia de Ciencias y Letras, y en 1927 se convirtió en su miembro titular. Fue uno de los organizadores de la Comisión de Bibliotecas de la Academia (1901). En 1910-1913 ocupó el cargo de secretario de su Comisión de Historia de las Ciencias Matemáticas y Naturales. Desde 1918, la Academia pasó a llamarse Academia Polaca de Ciencias y Letras. Birkenmajer también fue miembro de la Sociedad Científica de Toruń (Thorn) y de la Unión Astronómica Internacional en Oxford. En 1923 participó de manera significativa en la celebración jubilar del 450 aniversario del nacimiento de Nicolás Copérnico, con una serie de conferencias presentadas en Cracovia, Toruń, Poznan y Varsovia.

## Obra científica
Analizó la principal obra de Copérnico De revolutionibus orbium coelestium, y llegó a la conclusión de que la teoría heliocéntrica fue creado por Copérnico antes de familiarizarse con el Almagesto de Claudio Ptolomeo. También elaboró los materiales biográficos y los registros de la vida de Copérnico hasta 1500, y descubrió, una carta anterior desconocida, del astrónomo al rey Segismundo I Jagellón el Viejo sobre la Orden Teutónica. También estudió la producción científica de Marcin Bylica de Olkusz, y preparó la historia de la geodesia y la gravimetría. Elaboró la edición científica de Tito Livio Burattini Misura universale (1897), la Geometría práctica de Marcin Król (1895), así como el Commentariolum super teoreticas planetarum de Albert Brudzewski (1900). Además, sus intereses académicos le llevaron a estudiar física teórica, astronomía, funciones algebraicas y geofísica. En 1883 ganó el premio de la Academia de Cracovia en geometría por resolver lo que (17 años) más tarde se conocería como tercer problema de Hilbert, y más adelante recibió la Orden de la Estrella Polar sueca y la Cruz de Comendador de la República de Polonia (1924).
Falleció en 1929 a los 74 años de edad, y está enterrado en el Cementerio Rakowicki de Cracovia.

## Familia Birkenmajer
Ludwik fue el fundador de la renombrada familia de eruditos polacos. Estaba casado con Zofia (Sophie), hija de Franciszek Karliński, profesor de astronomía en la Universidad Jaguelónica, y heredó su biblioteca que abarcaba principalmente libros de matemáticas y física. Tuvieron tres hijos: Aleksander Ludwik (historiador de la cultura y las ciencias exactas y bibliólogo), Józef (poeta, intérprete e historiador de la literatura) y Wincenty (filólogo polaco, maestro y escalador de renombre en los Montes Tatras). Su nieto es Krzysztof Birkenmajer (profesor de geología, miembro del Academia Polaca de Ciencias). En 2011 el Instituto de Historia de la Ciencia de la Academia de Ciencias de Polonia recibió el nombre de padre e hijo: Ludwik & Aleksander Birkenmajer.

## Obras seleccionadas
- O rozszerzalności ciał (1876)
- O całkowaniu algebraicznem funkcyj algebraicznych (1879)
- O przezroczystości powietrza (1879)
- O kształcie i grawitacyi sferoidu ziemskiego (1885)
- Tables des syzygies, calculées à Cracovie pour l'an 1379 et 1380: contribución à l'histoire de l'astronomie en Pologne du XIVe siècle (1890)
- Marcin Bylica z Olkusza oraz instrumenta astronomiczne, legowane przez niego Uniwersytetowi Jagiellońskiemu w roku 1493 (1892-1893)
- Mikołaj Kopernik. Studya nad pracami Kopernika oraz materyały biograficzne (1900)
- Marco Beneventano, Kopernik, Wapowski a najstarsza karta geograficzna Polski (1901)
- Nicolas Copernic (1902)
- Niccolò Copernico e l'Università di Padova (1922)
- Mikołaj Kopernik jako uczony, twórca i obywatel (1923)
- Stromata Copernicana (1924)
- Mikołaj Wodka z Kwidzyna, zwany Abstemius (1926)
- Nicolaus Copernicus und der Deutsche Ritterorden (1937)[4]

## Ediciones fuente
- Tito Livio Burattini, Misura universale (1897)
- Giovanni Bianchini, Flores Almagesti: ein angeblich verloren gegangener Traktat Giovanni Bianchini's, Mathematikers und Astronomen von Ferrara aus dem XV. Jahrhundert  (1911)
- Barthélemy Berp de Valentia, De diebus naturalibus earumque aequatione (1912)
- Marcin Biem, Martini Biem de Olkusz Poloni nova calendarii Romani reformatio: opusculum ad requisitionem V-ti Concilii Lateranensis A. D. 1516 compositum (1918)
- Mikołaj Kopernik, Wybór pism w przekładzie polskim (1920)
- Mikołaj Kopernik, O obrotach ciał niebieskich i inne pisma (2004)